# Termas do Carvalhal

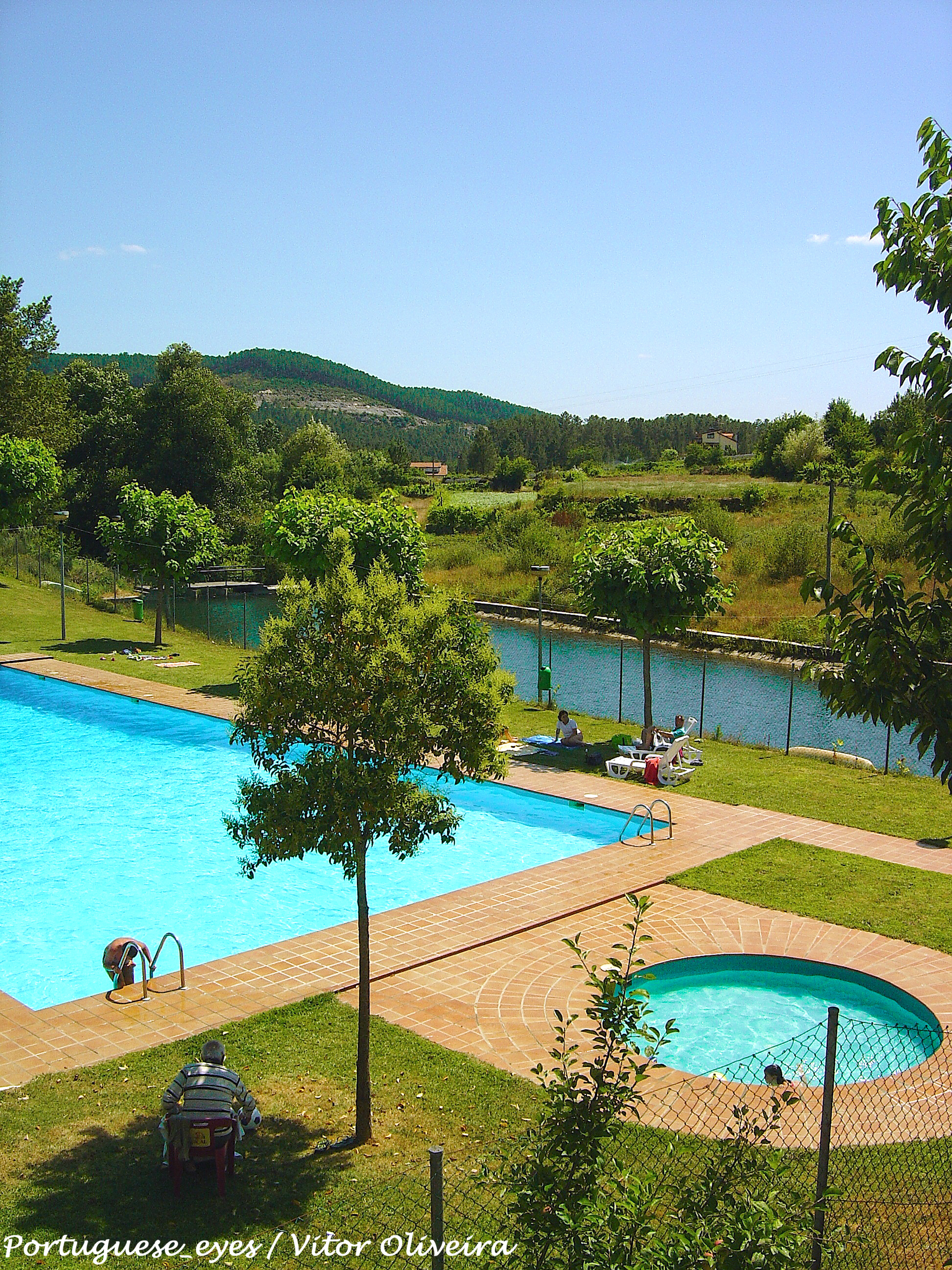

As Termas do Carvalhal situam-se na freguesia de Mamouros, concelho de Castro Daire, distrito de Viseu.
As Termas do Carvalhal são um polo de atracção do concelho de Castro Daire, pela qualidade das suas águas, benéficas para as vias respiratórias, para a prevenção e cura de problemas de pele, mas também no tratamento dos ossos e reumatismo.

## Características da água
Captada entre 40 e 60 metros de profundidade tem uma temperatura de 42ºC. A Um outro furo de 600 metros de profundidade a agua atinge uma temperatura de 60ºC. É classificada como:
- Sulfúrea
- Bicarbonatada
- Sódica
- Fluoretada